# دل‌سپرده (آلبوم)
 دل‌سپرده نام یک آلبوم موسیقی اثر چنگیز حبیبیان، هنرمند ایرانی است که در سبک پاپ تهیه شده و دارای ۸ آهنگ است.

## فهرست آهنگ‌ها
| ردیف | آهنگ          |
| ۱    | داد از فلک    |
| ۲    | روزهای آفتابی |
| ۳    | ستاره         |
| ۴    | فتان          |
| ۵    | دل‌سپرده       |
| ۶    | قبیله یه‌دل    |
| ۷    | آنم‌گل         |
| ۸    | غم تنهایی     |